# Lepthyphantes howelli
Lepthyphantes howelli là một loài nhện trong họ Linyphiidae.
Loài này thuộc chi Lepthyphantes. Lepthyphantes howelli được miêu tả năm 1986 bởi Rudy Jocqué & Scharff.